# Миасское сельское поселение
Миа́сское се́льское поселе́ние — муниципальное образование в Красноармейском районе Челябинской области Российской Федерации. В рамках административно-территориального устройства муниципальное образование  соответствует административно-территориальной единице Миасский сельсовет.
Административный центр — село Миасское.

## История
Статус и границы сельского поселения установлены Законом Челябинской области от 9 июля 2004 года № 243-ЗО «О статусе и границах Красноармейского муниципального района и сельских поселений в его составе»

## Население
| 2002    | 2010    | 2011    | 2012    | 2013    | 2014    | 2015    |
| ------- | ------- | ------- | ------- | ------- | ------- | ------- |
| 10 344  | ↗10 508 | ↗10 540 | ↗10 736 | ↗10 931 | ↘10 823 | ↘10 654 |
| 2016    | 2017    | 2018    | 2019    | 2020    | 2021    | 2023    |
| ↗10 692 | ↗10 710 | ↘10 628 | ↘10 573 | ↗10 765 | ↗12 199 | ↗12 404 |

## Состав сельского поселения
| № | Населённый пункт | Тип населённого пункта       | Население |
| - | ---------------- | ---------------------------- | --------- |
| 1 | Ильино           | деревня                      | ↗32       |
| 2 | Миасское         | село, административный центр | ↗11 296   |
| 3 | Харино           | село                         | ↘264      |
| 4 | Черкасово        | село                         | ↗457      |